# Szathmári Pap Mihály
Szathmári Pap Mihály (Kolozsvár, 1737. szeptember 28. – Kolozsvár, 1812. május 31.) református teológiai tanár, egyházi író.

## Élete
Szathmári Pap Zsigmond református esperes-lelkész és Kolosvári Erzsébet fia, Szathmári Pap János unokája.
Tanulmányait Kolozsvárt végezte, ahol 1759-ben iskolai könyvtárnok is volt. 1760-ban malomvizi Kendeffy Elek gróffal külföldi akadémiára ment, előbb Genfbe, majd az utrechti és a leideni egyetemre. 1765-ben hazájába visszatért, mire az erdélyi református főkonzisztórium által ordináltatott papnak; ekkor Désre, majd Keresztúrra és Szőkefalvára hívták meg papnak; azonban Lázár János és Teleki László grófok kiválóan szerették és becsülték, azért addig tartóztatták őt vissza, míg 1767-ben a kolozsvári kollégiumban teológiai tanárnak alkalmazták. Tanszékét szeptember 28-án foglalta el: De theologo non orthodoxo, nisi et magnanimo című beszéddel. Utolsó éveiben különös előszeretettel tanította a római régiségeket is.
Járatos volt az arab, szír, héber és görög nyelvben; beszélt németül, franciául és hollandul. A latin és magyar nyelvben való ügyességét eléggé bizonyítják értekezéseinek, felolvasásainak, melyek ki is nyomattak, megjutalmazása. Mellékfoglalkozásul szorgalommal gyűjtötte az ásványokat, kagylókat és növényeket; szép érem- és más ritkasággyűjteménye volt, melynek megtekintésére mentek az utasok és hazai tudósok. 1787-ben a hágai tudós társaság által kitűzött pályadíjra beküldött munkájával a második díjat nyerte el, egyszersmind a társaság megválasztotta tagjának; ugyanott 1791-ben is jutalmat nyert dolgozataival. II. József császár a birodalmában levő protestánsok számára kidolgozandó egyházjogra a németországi Speidelmantel jénai tanár munkáját küldte el az erdélyi református konzisztóriumnak, melynek kidolgozását Szathmári Pap vállalta magára és ezen dolgozott II. József haláláig. Bod magyar Athenasát is ki akarta adni kibővítve, s ehhez igen sok jegyzetet csatolt és régi könyvet gyűjtött; kiadását fiára, Pap Zsigmondra bízta, e munka azonban kéziratban maradt.
Az 1798. augusztus 31-én pusztított rettenetes tűz hamuvá tette tanári lakását és tulajdon házát is; vigasztalására könyvtára épségben maradt. 1805-ben tanári teendőitől fölmentették és nyugalmazták. 1810. március 31-én 73 éves korában a magyar szokások- és ritkaságokra vonatkozó adatokat gyűjtögette, melyeket A magyar régiségeknek első vonogatásai címmel akart kiadni; azonban ez is kéziratban maradt. Meghalt 1812. május 31-én Kolozsvárt. Szilágyi Ferenc azon év szeptember 27-én az református nagyobbik templomban tartott fölötte halotti beszédet.
Nagy könyvtárt hagyott hátra, mely görög, latin, német, francia és ritka régi és újabb magyar munkákból állott; továbbá római feliratokból, szobrocskákból és más régiségekből álló gyűjteményt; éremgyűjteményt, mely hat kötetben volt lajstromozva, s több kéziratot.
Kőnyomatú arcképe az Erdélyi Predikátori Tárban (Kolozsvár, 1835. V. kötet) melyet Bergmann után rajzolt Simo Kolozsvárt és az ottani református kollégium kőnyomatával jelent meg.

## Munkái
- Halotti orátzió Torotzkai Péter felett, tartotta Szigethy Gyula István Torotzkón 1724. okt. 29. Latinból magyarra ford. Kolosvár, 1759.
- Halotti oratzio, mellyben a keresztényi metempsychosis, az az, az emberi léleknek egy testből más testben való által költözéséről együgyüen beszélgetvén, azzal ama szép tudományát a'hoz mérséklett igaz kegyességgel ékesített férjfiúnak, néhai tiszteletes tudós Albisi Csomos János uramnak, életében a dési ref. sz. ekklesia egyik tudós, kegyes, szorgalmatos és nagy kedvességű lelki tanitójának, érdemlett utolsó tisztességét nagyobbra nevelni kivánta ... A IésVs Véren Vett DésI reforM a k. sz. eCCLesIában. Bőjt elő havának XXVIII. napján. Hely nélkül. (1768. Igaz atyafiui szeretetnek ... czímű gyűjteményben Tsernátoni Vajda Péter gyászbeszédével együtt).
- Halotti oratzio, mellyben a tökéletességre törekedő Musáknak örökké állandó tanuló helyeket, az igaz Parnassust néminemű képpen ki ábrázolván, azzal egyszersmind a kolozsvári ref. Parnassusról, az örökké állandó Parnassusra költözött ... Nalátzi Sámuel urfinak ... utolsó érdemlett tisztességét meg-adni kivánata ... Kolozsvár, 1770. (Házának elpusztulásán kesergő ... cz. gyűjteményben többek beszédével együtt).
- Halotti oratzio, mellyben az igaz hiveknek igen szoros és igen ditsőséges sympathiájok, természeti titkos hajlandóságok vagy egyességek felől együgyűen beszélgetvén, egyszersmind amaz hívek egyességét itt e földön híven gyakorlott; de már ... egyetlen egy kedves fiának a meg-dicsöült szentek egyességében lett által vitetése után ugyan oda hirtelen által vonattatott méltgs Nalátzi Dániel urnak ... e földről való utolsó elköltözését nagyobbra nevelni igyekezte. Uo. 1770. (Az előbbeni gyüjteményben).
- Az Istennek, a jó lelki-isméretnek, sőt e világnak törvény-széken-is megigazittatott igaznak, minden terhek és még a halálnak keserűségei között-is pálma fához hasonló kedves virágzása, mellyet ... l. b. Vesselényi Ferentz ... életében és halálában nyilván feltalálván, az ő utolsó tisztesség-tételének alkalmatosságával ... elő-adott. Uo. 1771. (Ama mennyei dicsősségében ... cz. gyűjteményben, többek gyászbeszédeivel együtt).
- Az hivek világi siralmaikat és szomorú gyász-ruháikat tsalhatatlanul felváltó tökéletes öröm, mellyel néh. gróf Tantsi Földvári Ferentz úr ő nagyságát ... halotti prédikatzióval régi rendelése szerint bé-kisérte. Uo. 1771. (Az örök életnek ... cz. gyűjteményben többek gyászbeszédeivel együtt).
- Az isten ortzájától egy szempillantásig meg-fosztatott; de az ő örökké való irgalmasságában könyörületességet nyert aszszonyi állat néh. melts. grófné Kááli Kún Erzsébet úr asszony. Uo. 1771. (Az előbbeni gyűjteményben).
- Halotti oratzio, mellyben az Isten várossa igaz atyjainak halhatatlanságokat, némi-nemű vonogatásokkal le-rajzolván, egyszersmind azzal ... néhai ... Wass Miklós ... utolsó tisztességét halhatatlanná tenni igyekezte ... Uo. 1771. (Halálnál is erősebb cz. gyűjteményben Borosnyai Lukáts Simeon gyászbeszédével együtt).
- Az Istennek lelke előtt kivánatos és azért ő nekie ideje-koránt bé is mutattatott eleinérő gyümölts: néha Kemény István urfi. Uo. 1772. (Az Isten édes atyai látogató kezei elmondatott halotti tanítások cz. gyűjteményben, mások gyászbeszédeivel együtt.).
- Halotti oratzio, mellyben a győzhetetlen nap avagy világosság leányinak egekig ható ditséreteiket némineműképpen ki-árnyékozván, ugyan-azzal Mélt. Báronissa Vargyai Daniel Polyxena úr-asszonynak ... néhai mélt. L. B. Hadadi Vesselényi István ur ... özvegyének áldott emlékezetét e föld szinéről való elköltöztetésének alkalmatosságával halhatatlanná tenni igyekezte. Szent MIhály HaVában a SIboI, sok VrI és közneMbőL öszVe gyVLekezett HaLottI korona eLött. Uo. 1776. (Az ezüst rostélyokban fénylő arany alma ... cz. gyűjteményben mások beszédeivel együtt).
- Halotti orátzio mellyben az igaz keresztes vitézeknek örök jutalommal valo quietálásokról, vagy nyugalomra való botsátásáról ... Bethlen Ádám ... örök nyugodalomra való végső el-költözésének pompáját nagyobbra nevelni igyekezte. Uo. 1776. (Világi hartzai ... cz. gyűjteményben mások beszédeivel együtt).
- Halált nem esmérő igaz hívségnek, tartozó mellyékes tiszteletnek és méltó keserűségnek fel-indult szavai, mellyekkel, a már néha, ditsőséges emlékezetű, felséges asszonyunk Mária, Theresia váratlan szomoru halálát a kolosvári réformáta eklésiának képében ... megsiratta ... 1781. eszt. boldog asszony havának 28. napján. Uo. 1782. (A magyar Sionnak felséges asszonya ... cz. gyűjteményben többek beszédeivel együtt.).
- Az igaz, és Isten előtt kedves isteni félelemnek az édes atyai egyetlen egyhez való buzgó szereteten és erős indulaton vett dicsőséges győzedelme. Mellyről, amaz Isten-félő, szelid és engedelmes Isáknak, néhai ... liber báró Losontzi Bánffi Sándornak ... e földi Moria hegyéről, az Isten szinről szinre való látásának ditsősséges helyére lett elbocsáttatásának alkalmatosságával, szomorúan elmélkedett. Kolosvár, 1784.
- De Staat der Christenheid by de opkomst van Mohammed. Harlem, 1785. (A kereszténység állapota Mohammed idejében. Száz aranyos érdempénzzel jutalmazott pályamű).
- Ama mindeneknél sokkal jobbhoz, a Jésushoz való szives vágyódásnak, az e világi mulandó életnek szerelmén vett örvendetes győzedelme. Mellyet ... Radnótfái Nagy Sigmond uramnak ... e testből lett ki-költözésének szomoru alkalmatosságával ... elő adott. Uo. (1787. Házassági szokott szeretetnek ... utolsó jegye czímű gyűjteményben, többek beszédeivel együtt).
- A drága kenet gyönyörűségeinek, és a Hermon hegye harmatja hasznainak megfelelő, sőt az Istentől is áldást és életet nyerő atyafiúi egyesség: az az ollyan ollyan alkalmatosság szerént való elmélkedés, melyben ama közönséges ország-gyűlésre készíttetett gyönyörűséges CXXXIII. soltárt az erdélyi országgyűlésre felsereglett ... halgatók előtt megvilágosította, és élő nyelven is előadta ... 1790. eszt. karátson havának 27. napján. Azután pedig közönségessé tétettetett ... Hadadi Wesselényi Miklós ur költségén. Uo. 1791.
- Dissertatio historico-theologica, qua ostenditur, quomondo quantumque conatus adversariorum doctrinae Christianae, a prima eius informatione ac deinceps, profuerint augendae ipsius evidentiae et certitudini. Amsterdam, Harlem és Haga, 1791. (Holland fordításával együtt. A hágai társaság által száz aranyos emlékéremre érdemesített pályamű).
- Az irgalmasoknak atyjától, és minden vigasztalásoknak istenétől vigasztaltatott sérelmes szívnek vigasztalásai. Mellyeket, ama hazánk felsőbb kormánya mellől, az halál által, véletlenül elragadtatott buzgó szívű jó hazafinak, néhai nméltgú gróf Bethleni Sándor ur ő nsgának ... sokakra vastag gyászt hozott véletlen halála, és utolsó tisztesség tétele alkalmatosságával, egy rövid halotti prédikátzióban foglalt ... Uo. 1794.
- Szelid és tsendes lelkének rothadatlan szépségével, férje szivét egészen megnyert és ezért ettől utoljára-is keservesen meg-sirattatott ... Kegyes Sára, néh. Pataki Sára asszony, ... kinek utolsó tisztességét megadni kivánta. Ugyanott, 1794. (A tiszta házassági szeretetnek bizonysági cz. Tordai Sámuel beszédével együtt).
- Istenéhez, királyához, és hazájához tartozó igaz hívségét mind halálig meg-bizonyitott és végre az életnek koronáját-is el-nyert Izrael egyik ékessége néhai l. b. Losontzi Bánffi István, ... kinek utolsó tisztességet tett. Uo. 1795. (Méhes György, beszédével együtt).

Levele, Kolozsvár, 1799. jan. 18. (Zalai Közlöny 1882. 15. szám.)